# Вилијам Ослер
Сер Вилијам Ослер (Брадфорд Вест Гвилимбери, 12. јул 1849 – 29. децембар 1919) био је канадски лекар и један од „велике четворке” оснивачких професора Болнице Џонс Хопкинс. Ослер је створио први програм специјалистичке резиденције за обуку лекара. Често је описиван као отац савремене медицине и један од „највећих дијагностичара који су икада користили стетоскоп”. Поред тога што је био лекар, био је и библиофил, историчар, аутор и познат шаљивџија. Занимао се за медицинске библиотеке и историју медицине, те је основао Друштво за историју медицине у Краљевском медицинском друштву у Лондону. Такође је био кључан у оснивању Удружења медицинских библиотека Велике Британије и Ирске, као и Удружења медицинских библиотекара (касније Медицинског библиотечког удружења), заједно са још троје људи, укључујући Маргарет Чарлтон, медицинску библиотекарку његовог алма матера, Универзитета Макгил. Своју велику библиотеку историје медицине оставио је Универзитету Макгил, где је постала Ослерова библиотека.

## Биографија

### Породица
Прадеда Вилијама Ослара, Едвард Ослар, различито је описиван као трговачки морнар или пират. Један од Вилијамових стричева, Едвард Ослар (1798–1863), био је медицински официр у Краљевској морнарици и аутор биографије Life of Lord Exmouth и поеме The Voyage.
Отац Вилијама Ослара, преподобни Фетерстон Лејк Ослар (1805–1895), био је син власника бродова из Фалмута у Корнволу и бивши поручник у Краљевској морнарици, који је служио на броду HMS Victory. Године 1831. позван је да се придружи експедицији брода HMS Beagle као научни официр на историјском путовању Чарлса Дарвина до Галапагоских острва, али је одбио понуду јер му је отац био на самрти. Две године касније, 1833, Фетерстон Ослар је објавио своју одлуку да постане свештеник у Англиканској цркви.
Као тинејџер, Фетерстон Ослар је био на броду HMS Sappho када је скоро уништен у олуји на Атлантику и остао насукан недељама. Током службе у морнарици, доживео је бродолом у близини Барбадоса. Године 1837. повукао се из морнарице и емигрирао у Канаду, где је постао путујући свештеник у руралним пределима Горње Канаде. Када су Фетерстон и његова супруга, Елен Фри Пиктон, стигли у Канаду, замало су доживели бродолом код острва Ег у заливу Сен Лорен. Њихова деца укључивала су Вилијама, Бритона Бата Ослара и сера Едмунда Бојда Ослара.

### Младост
Вилијам Ослар је рођен 12. јула 1849. године у Бонд Хеду, Канада Вест (данашњи Онтарио), а од 1857. године одрастао је у Дандасу, Онтарио. Име Вилијам добио је по Вилијаму Оранском, који је 12. јула 1690. победио у бици на Бојну. Његова мајка, дубоко религиозна, молила се да постане свештеник. Образовао се у школи Тринити колеџа (тада смештеној у Вестону, Торонто).
Године 1867. Ослар је најавио да ће следити очеве стопе и постати свештеник, те се у јесен уписао на Тринити колеџ Универзитета у Торонту. Међутим, под утицајем Џејмса Бовела и преподобног Вилијама Артура Џонсона, све више се заинтересовао за медицинску науку, што га је навело да промени професионални правац.
Године 1868. уписао је Торонто школу медицине, приватну институцију која није била део Медицинског факултета Универзитета у Торонту. Извесно време живео је код Џејмса Бовела, а преко Џонсона је упознао списе сера Томаса Брауна. Његово дело Religio Medici оставило је дубок утисак на Ослара. Напустио је Торонто школу медицине након што је примљен на медицински програм Медицинског факултета Универзитета Макгил у Монтреалу, где је 1872. године стекао диплому доктора медицине.

### Каријера
Након постдипломске обуке код Рудолфа Вирхова у Немачкој, Ослар се 1874. године вратио на Медицински факултет Универзитета Макгил као професор. Тамо је основао први формални часописни клуб, показао интересовање за компаративну патологију и сматра се првим који је предавао ветеринарску патологију у Северној Америци као део ширег разумевања патогенезе болести.
Године 1884. именован је за председника Клиничке медицине на Универзитету Пенсилваније у Филаделфији, а 1885. био је један од седам оснивача Удружења америчких лекара (Association of American Physicians), друштва посвећеног „унапређењу научне и практичне медицине”. Када је 1889. напустио Филаделфију, његово опроштајно предавање Aequanimitas било је посвећено импературбилности (спокојству у кризним ситуацијама) и екванимитету (умереној емоционалности и толеранцији) као неопходним особинама лекара.
Године 1889. Ослер је постао први главни лекар новоосноване болнице Џонс Хопкинс у Балтимору, Мериленд. Године 1893. одиграо је кључну улогу у оснивању Медицинске школе Универзитета Џонс Хопкинс, где је постао један од првих професора медицине. Брзо је стекао репутацију истакнутог клиничара, хуманитарца и педагога.
Током прве године рада болнице, којом је руководио, установљено је 220 болничких кревета, а примљено је 788 пацијената, који су укупно остварили више од 15.000 болничких дана лечења. Шеснаест година касније, када је Ослер отишао у Оксфорд, број примљених пацијената порастао је на преко 4.200, уз укупно скоро 110.000 дана лечења.
Године 1905. Ослер је именован за Регијус професора медицине на Оксфорду, где је остао на тој позицији до своје смрти. Такође је био члан колеџа Крајст Черч на Оксфорду.
У Великој Британији је 1907. иницирао оснивање Удружења лекара (Association of Physicians) и био први главни уредник часописа Quarterly Journal of Medicine, који је уређивао до краја живота.
Године 1911. Ослер је основао Удружење за постдипломску медицину (Postgraduate Medical Association) и постао његов први председник. Исте године, добио је титулу баронета на списку почасних одликовања поводом крунисања, као признање за свој допринос медицини.
У јануару 1919. именован је за председника Фондације за медицину (Fellowship of Medicine), а у октобру исте године постао је први председник новоосноване институције настале спајањем Фондације за медицину и Удружења за постдипломску медицину, која је касније постала Фондација за постдипломску медицину (Fellowship of Postgraduate Medicine).
Највећа збирка Ослерових писама и докумената чува се у Ослеровој библиотеци Универзитета Макгил у Монтреалу, док се значајна колекција налази и у Националној медицинској библиотеци Сједињених Америчких Држава у Бетесди, Мериленд.

## Утицај
Највећи утицај који је Ослер имао на медицину било је његово инсистирање да студенти уче кроз директан контакт са пацијентима, као и успостављање медицинске специјализације (residency). Овај концепт се проширио широм енглеског говорног подручја и данас је основа обуке у већини наставних болница. У овом систему, лекари на обуци чине велики део медицинског особља наставних болница.
Успех овог система зависио је, у великој мери, од његове пирамидалне структуре, у којој је било много приправника, мањи број асистената, и један главни резидент који је у почетку остајао на том положају годинама. Док је радио у болници Џонс Хопкинс, Ослер је успоставио систем резидентуре у којем су млади лекари живели у управној згради болнице, проводећи велики део свог времена у болничком окружењу. У почетку је овај програм био отвореног трајања, а дугогодишњи боравак у њему био је правило. Лекари су често проводили седам или осам година као резиденти, водећи дисциплинован и готово монашки живот.
Ослер је у есеју Books and Men написао: „Онај ко изучава медицину без књига плови неистраженим морем, али онај ко изучава медицину без пацијената уопште не испловљава.“ Његова најпознатија изрека била је: „Слушајте свог пацијента, он вам говори дијагнозу“, чиме је нагласио значај пажљивог узимања анамнезе.
Највећи допринос медицинској едукацији, на који је био најпоноснији, била је његова идеја о клиничкој пракси (clinical clerkship), где су студенти треће и четврте године радили са пацијентима на болничким одељењима. Ослер је пионирски увео наставу поред кревета пацијента (bedside teaching), обилазећи болеснике са малом групом студената и демонстрирајући, како је један студент описао, свој „неупоредиво темељан физикални преглед“. Убрзо по доласку у Балтимор, инсистирао је да студенти медицине што раније почну да раде са пацијентима. До треће године, већ су узимали анамнезу, вршили физикалне прегледе и спроводили лабораторијске анализе секрета, крви и излучевина.
Ослер је смањио улогу дидактичких предавања и једном је рекао да би волео да на његовом надгробном споменику пише само: „Он је довео студенте медицине на болничка одељења ради наставе поред кревета пацијента.“ Такође је изјавио: „Не желим никакав други епитаф... осим тврдње да сам подучавао студенте медицине у болницама, јер то сматрам најкориснијим и најважнијим делом којим сам се бавио.“
Ослер је темељно изменио медицинску наставу у Северној Америци, а његов утицај се, уз подршку појединаца попут холандског интернисте П. К. Пела, проширио на медицинске школе широм света.
Био је плодан аутор и велики колекционар књига и материјала релевантних за историју медицине. Своју библиотеку је завештао Медицинском факултету Универзитета Макгил, где данас чини језгро Ослерове библиотеке историје медицине. Ослер је био снажан заговорник библиотека, учествовао је у њиховим одборима на већини универзитета на којима је предавао и био је члан Управног одбора Бодлејске библиотеке у Оксфорду.
Био је један од оснивача Медицинске библиотечке асоцијације у Северној Америци, заједно са својом сарадницом и штићеницом Марсијом Крокер Нојес, а од 1901. до 1904. године обављао је функцију њеног другог председника. У Великој Британији био је први (и једини) председник Медицинске библиотечке асоцијације Велике Британије и Ирске, као и председник Библиографског друштва Лондона (1913).
Ослер је био плодан аутор и јавни говорник, чији су говори и писани радови били изражени јасним и прегледним стилом. Његово најпознатије дело, Принципи и пракса медицине, брзо је постало кључни текст за студенте и клиничаре. Настављало се са објављивањем у многим издањима све до 2001. године и било је преведено на многе језике. Оно је значајно и по томе што је подржавало употребу крварења као терапијске методе све до 1923. године.
Иако је његов властити уџбеник имао велики утицај на медицину током много година, Ослер је Инб Сину описао као „аутора најпознатијег медицинског уџбеника који је икада написан”. Напоменуо је да је Канон медицине Ибн Сине остао „медицинска библија дуже него било које друго дело”.
Ослерови есеји били су важни водичи за лекаре. Назив његовог најпознатијег есеја, Аекуанимитас, који проповеда важност непоколебљивости, постао је девиза на Ослеровом породичном грбу и користи се на краватама и шаловима Ослеровог медицинског особља на Џонс Хопкинсу.

## Контроверзе

### Расизам
У свом говору из 1914. године, који је одржан у периоду када је дошло до инцидента са бродом Комагата Марус, који се односио на имиграцију из Индије, Ослер је изјавио да Канада треба да буде „земља белог човека”. У писму Хенрију Винингу Огдену, Ослер је написао: „Мрзим Латинску Америку”. Под псеудонимом Егертон Јорик Дејвис, Ослер је исмевао аутохтоне народе, наводећи: „Сва примитивна племена задржавају неку гадну животињску навику која још није елиминисана у узлазном кретању расе”. Истраживачи, новинари Дејвид Брусер и Маркус Грил, као и архивиста Нилс Ситалер, открили су историјски контекст ових ставова и реконструисали пошиљку неколико аутохтоних лобања које је Ослер послао из Канаде у Немачку, а које су биле у чувању Државних музеја у Берлину.

### Геронтологија
Ослер је познат у области геронтологије по говору који је одржао приликом свог одласка са Џонса Хопкинса како би постао Регијус професор медицине на Оксфорду. У свом говору, који је одржан 22. фебруара 1905. године, под називом Fixed Period, изнео је неке контроверзне ставове о старости. Ослер, који је у то време имао око 55 година, помињао је Антонија Тролопа и његову књигу The Fixed Period (1882), која је описивала колеџ у којем су мушкарци у 67. години одлазили у пензију и, након што су имали годину дана да заврше своје послове, били „мирно угушени хлороформом”. Ослер је тврдио да „ефикасан, покретни и животворни рад на свету се обавља између 25. и 40. године”, те да након тога све иде наопако. Његов говор је покривен у популарним медијима који су насловили извештаје са „Ослер препоручује хлороформ са шездесет”. Концепт обавезне еутаназије људи након одређеног „периода” (често 60 година) постао је поновљена тема у науци и фантастици 20. века, као што се види у роману Исака Асимова Pebble in the Sky из 1950. године и у епизоди Half a Life из серије Звездане стазе: следећа генерација. У трећем издању свог уџбеника, Ослер је такође створио опис пнеумоније као „пријатеља старих”, јер је омогућавала старијим људима брзу и релативно безболну смрт: „Одузет у акутној, краткој и не често болној болести, стари човек избегава оне хладне градације пропадања које су му толико мучне и њему и његовим пријатељима.” Ослер је умро од пнеумоније.

## Егертон Јорик Дејвис
Ослер је писао неколико хумористичких радова под псеудонимом Егертон Јорик Дејвис. Један од најпознатијих инцидената догодио се 13. децембра 1884. године, када је успео да превари уреднике Philadelphia Medical News да објаве извештај о веома ретком феномену penis captivus (затварање полног органа), који је наводно био одговор на извештај о вагинизму који је три недеље раније објављен у истом часопису од стране Ослеровог колеге Теофила Парвина. Дејвис се представљао као пензионисани хирург америчке војске који је живео у Кањаваги, Квебек. Написао је лажни рад о обстетричким обичајима староседелачких племена као шалу на рачун свог ривала, доктора Вилијама А. Молсона. Рад није објављен за живота Ослера и није био намењен за објављивање. Ослер је знао да је садржај апсурдан, али је желео да направи будалу од Молсона тако што ће довести рад до ивице објављивања у Montreal Medical Journal, чији је Молсон био уредник. Ослер је повећао Дејвисову митологију тако што је потписивао Дејвисово име у регистрацијама у хотелима и на листама присутних на медицинским конференцијама. Дејвис је на крају био пријављен као удављен у Лашинским водопадима 1884. године.

## Смрт
Преминуо је у 70. години, 29. децембра 1919. године у Окфорду, током епидемије шпанске грознице, вероватно од компликација недијагностиковане бронхиектазије. Његова супруга, Грејс, проживела је још девет година, али је преминула од низа можданих удара. Пепео сера Вилијама и Леди Ослер почива у ниши у Ослеровој библиотеци на Универзитету Макгил у Монтреалу. Имали су двоје деце, од којих је једно преминуло непосредно након рођења. Други син, Едвард Ревер Ослер, био је смртоносно рањен у боју током Првог светског рата у 21. години, у трећој бици код Ипре (такође познатој као битка код Пашендала). У тренутку своје смрти, августа 1917. године, био је потпоручник у Краљевској артиљерији. Гроб потпоручника Ослера налази се на војном гробљу Дозингем у Западној Фландрији, Белгија. Према једном биографу, Ослер је био емоционално сломљен због губитка свог сина. Био је посебно мучен чињеницом да је његов утицај искоришћен да би се његовом сину обезбедио војни чин, иако је имао слабо оштећење вида. Леди Ослер (рођена Грејс Ревер) рођена је у Бостону 1854. године. Њен прадеда са очеве стране био је Пол Ревер. 1876. године удала се за Самјуела В. Гроса, председника хирургије на Медицинском факултету Џеферсон, у Филаделфији. Грос је преминуо 1889. године, а 1892. године удала се за Вилијама Ослера који је тада био професор медицине на Џон Хопкинс универзитету.
Ослер је био оснивач и донатор Америчког антропометријског друштва, групе академика који су се обавезали да ће донирати своје мозгове за научна истраживања. Његов мозак је по његовој смрти дониран Америчком антропометријском друштву и тренутно се чува у Институту Вистар, у Филаделфији. Студија његовог мозга, спроведена 1927. године, закључила је да постоје разлике између мозга високих интелектуалаца и обичних људи. У априлу 1987. године, мозак је премештен у Мутер музеј, где је био изложен током годишњег састанка Америчког Ослеровог друштва. 1885. године изабран је за члана Америчког филозофског друштва.
Биографија Вилијама Ослера написана је 1925. године од стране Харвија Кушинга, који је 1926. године добио Пулицерову награду за ово дело. Каснија биографија, коју је написао Мајкл Блис, објављена је 1999. године. 1994. године, Ослер је уврштен у Канадску медицинску кућу славних.

## Епоними

### Стања
- Ослеров знак је вештачки повишен крвни притисак због калцификације атеросклеротичних артерија.
- Ослерови чворови су подигнуте болне нодуле на пулпама прстију руку или ногу, које су знак субакутног бактеријског ендокардитиса. Ослерови чворови су обично болни, за разлику од Јаневеових лезија, које су узроковане емболијама и безболне су.
- Ослер–Вебер–Ренду болест (такође позната као наследна хеморагична телангиектазија) је синдром више васкуларних малформација на кожи, у носној и оралној слузокожи, плућима и другим органима.[54]
- Ослер–Вакез болест (такође позната као полицитемија вера) је болест која се карактерише повећањем броја црвених крвних зрнаца.[55]
- Ослер–Либман–Сакс синдром (познатији као лупус) је атипични, верукозни, небактеријски, валвуларни и мурални ендокардитис. Коначна фаза системског лупус еритематозуса.
- Ослеров маневар: У псеудохипертензији, крвни притисак измерен помоћу сфигмоманометра је вештачки повишен због калцификације зидова артерија.[56]
- Ослерово правило: Тврди да неуролошки дефект мора бити повезан са специфичном лезијом, за разлику од Хикамовог диктата, који тврди да неуролошки дефект може бити узрокован више лезија.[57]
- Ослеров синдром је синдром поновљених епизода болова у стомаку, са типичним зрачењем у леђа, хладним дрхтавицама и грозницом, узрокован присуством слободно померајућег жучног камена у Ватеровом дивертикулу који је већи од отвора.[58]
- Ослерова тријада (такође позната као Аустријски синдром): повезаност пнеумоније, ендокардитиса и менингитиса.[59][60]

### Зоолошка таксономија
- Sphryanura osleri је трематодни црв који се налази у жљебовима репатих водоземаца.[61]
- Oslerus osleri је метастронгиолоидни нематодни паразит који инфицира плућа дивљих и домаћих паса. Овај паразит открио је Ослер током своје наставе из компаративне патологије на Универзитету Макгил.[62]

### Зграде
- Зграда Ослер у Болници Џонс Хопкинс, била је Медицинска јединица интензивне неге до 2012. године, а сада је седиште одељења за људске ресурсе болнице.
- Основна школа Сер Вилијам Ослер у Ванкуверу, Британска Колумбија.[63]
- Основна школа Вилијам Ослер у Винипегу, Манитоба.[64]
- Основна школа Сер Вилијам Ослер у Дандасу, Онтарио.[65]
- Средња школа Сер Вилијам Ослер у области Агинкурт у Скарбороу, сада део Торонта, Онтарио.[66]
- Јавна школа Сер Вилијам Ослер у округу Симко, Бредфорд Вест Гвилимбери, Онтарио.[67]
- Библиотека историје медицине Ослер на Универзитету Макгил у Монтреалу. Ослер је овде оставио своју колекцију од 8000 књига о историји медицине, а библиотека сада садржи преко 100.000 записа. Она је de facto национална библиотека историје медицине у Канади.[68]
- Променада Сер Вилијам Ослер – пешачка стаза која води до Медицинске научне зграде Макинтајер на Универзитету Макгил.[69]
- Болница Вилијам Ослер – основана 1998. године у близини Брамптона, Онтарио.[70]
- Кућа Ослер – клуб студената медицине Универзитета у Оксфорду у оквиру Болнице Џон Радклиф.[71]
- Одељење Ослер респираторне медицине у Болници Џон Радклиф у Оксфорду.[72]
- Кућа Ослер – некадашња кућа посматрача поред Обсерваторије Радклиф у Оксфорду.[73]
- Кућа Ослер – један од два студентска дома Медицинског факултета у Пудушерију, Индија.[74]
- Ослер соба за уџбенике – основана 1999. године у Болници Џонс Хопкинс,[75] у соби у којој је Ослер написао своје дело Principles and Practice of Medicine. Овде се чува збирка Ослерових предмета.
- Ослер центар за клиничку изврсност – основан 2002. године,[76] овај центар је посвећен подучавању основних елемената добрих односа између лекара и пацијента.
- Osler сала – Главна сала Медицинског и хируршког факултета државе Мериленд, у Балтимору, где су изложени портрети познатих лекара, укључујући велики портрет Ослера.[77]
- Кућа Ослер – Медицинска резиденција у Таунсвилу, Квинсленд, Аустралија.[78]
- Кућа Ослер – Његов дом из детињства у Дандасу, Онтарио.[79]

### Награде
- Медаља Вилијам Ослер – награда Америчког удружења за историју медицине.[80][81]
- Награда Пам и Роландо Дел Маестро Вилијам Ослер – Награда за есеје намењена студентима медицине, додељује је Библиотека Ослер на Универзитету Макгил.[82]
- Предавање Ослер у оквиру Worshipful Society of Apothecaries.[83]
- Студентска награда за медицину Ослера – награда за студенте који показују изузетан приступ медицини у духу Ослерових начела.[84]